# ヤズミン・カーン (ドクター・フー)
ヤズミン・カーン（英: Yasmin Khan）は、クリス・チブナルが制作し、マンディップ・ギルが演じる、イギリスの長寿SFドラマ『ドクター・フー』の架空の登場人物。「新生ドクター、地球に落ちる」で始まるシリーズ11において、ジョディ・ウィテカーが演じる異星人のタイムトラベラーである13代目ドクターのコンパニオンとして登場する。劇中ではヤズと省略されて呼ばれる。
日本語版声優は濱口綾乃。

## 登場

### テレビ
ヤズミン・カーンはシリーズ11の第1話「新生ドクター、地球に落ちる」で初登場を果たした。ヤズはイングランドのシェフィールドに暮らす19歳の見習い女性警察官で、自分の価値を認めてもらいたがっている。ライアン・シンクレアとは小学校の同級生である。両親のハキムとナジア、姉のソーニャと共にパーク・ヒルで生活している。第4話「巨大グモの襲撃」で家へ戻った際、ドクターの旅に完全に加わる決意をする。
「パンジャブの悪魔」では、彼女は祖母アンブリーン（演:アニータ・スマン）の下を訪れて彼女の生活を知りたいとドクターに頼んだ。ヤズは壊れた時計を残した祖父にも会えると考えていたが、彼が当時のパンジャブに居なかったことが判明した。ドクターの警告を無視して彼女は当時のパンジャブに残ることを決め、祖母の最初の夫が死亡したインド・パキスタン分離独立の間の歴史に携わることとなった。

### 他のメディア
2018年9月、グレアムの登場するシリーズ11の小説版3作 The Good Doctor、Molten Heart、Combat Magicks が告知された。Combat Magicks の表紙はヤズが飾った。

## キャスティング
2017年10月22日、ギルが2018年の『ドクター・フー』シリーズ11でコンパニオン役を演じ、ジョディ・ウィテカーと共演することが告知された。
ヤズの母であるナジア・カーン（演:ショブナ・グラティ）は第4話「巨大グモの襲撃」で初登場を果たした。